# Spilosoma krieghoffi
Spilosoma krieghoffi là một loài bướm đêm thuộc phân họ Arctiinae, họ Erebidae.